# Чоппер (археологія)

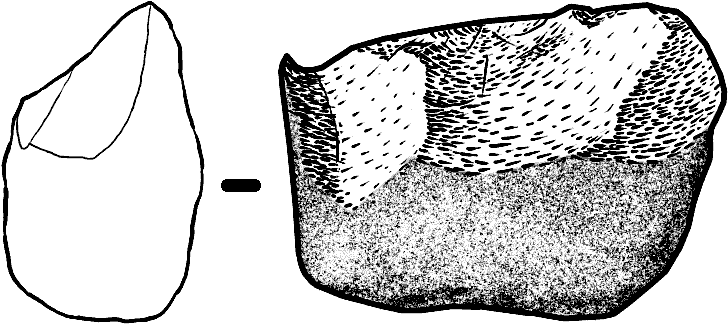
Чоппер з Дманісі (Грузія), вік близько 1,85 млн років

Чоппер (від англ. chopper — «рубальник, ударник») — одне з найдавніших знарядь праці епохи палеоліту. Відноситься до т. зв. «Галечних знарядь» (англ. pebble-tool, фр. galet amenagée). Чопер був вкрай простий у виготовленні і являв собою загострену гальку або валун розміром до 7,5-10 см. Робочий край створювався декількома сколами, зробленими тільки з одного боку, і мав неправильну форму. Вся інша частина знаряддя залишалася необробленою і служила місцем захоплення рукою. Для виготовлення більш пізніх знарядь, «чоппінгів», скол робився з двох сторін. Причому з чопера легко виходив чоппінг. Пізніше з'явилося набагато ретельніше оббите знаряддя, яке в українській археології має назву «рубило».
Чопери вперше почали виготовлятися австралопітеками близько 2,6 млн років тому і використовувалися як рубляче знаряддя. Не всі чопери використовувалися. Мабуть, часто були більш важливі дрібні відколи каменю, одержувані при їх виготовленні. Ці гострі осколки застосовувалися як ножі тощо. Уже в рамках олдувайської культури чопери починають витісняти досконаліші чоппінги і рубила, однак чопери залишалися повсюдно поширені і практично не змінювалися весь палеоліт. В областях, де крім гальки не було іншої сировини (наприклад, ареал гіссарської культури), чопери зберігаються до кінця кам'яної доби. Тасманійці виготовляли їх навіть в XIX столітті.